# Hans Jürgen Wulff
Hans Jürgen Wulff (* 18. Dezember 1951 in Osnabrück), auch „James“ Wulff, ist ein deutscher Medienwissenschaftler und emeritierter Professor für Medienwissenschaft am Institut für Literaturwissenschaft der Christian-Albrechts-Universität zu Kiel. Viele seiner wissenschaftlichen Publikationen erscheinen mit abgekürztem middle name: Hans J. Wulff.

## Leben
Hans Jürgen Wulff arbeitete lange Zeit als Filmemacher und politischer Erwachsenenbildner. Neben seiner akademischen Ausbildung als Linguist, Philosoph und Pädagoge war Wulff von 1978 bis 1986 als Leiter des kommunalen Kinos Ibbenbüren tätig und leitete zudem die Einführungsphase des lokalen Fernsehkanals „kanal 4“ in Nordrhein-Westfalen.
Wulff ist Herausgeber verschiedener Zeitschriften und Mitherausgeber der Buchreihe Film- und Medienwissenschaft. Er ist Gründungsmitglied des Münsteraner Arbeitskreises für Semiotik und war Vorstandsmitglied der Deutschen Gesellschaft für Film- und Fernsehwissenschaft. Er ist Mitbegründer des Film- und Fernsehwissenschaftlichen Kolloquiums, einer fachwissenschaftlichen Tagung, die seit 1988 jährlich an wechselnden Universitäten stattfindet.

## Publikationen (Auswahl)
Wulff ist Herausgeber zahlreicher Sammelbände zu filmwissenschaftlichen Themen.
- mit Elmar Elling, Ludger Kaczmarek und Karl-Dietmar Möller: Jules und Jim. Film von François Truffaut. Protokoll der deutschen Fassung des Films (= Schriftenreihe François Truffaut. Band 1). Vorwort von François Truffaut. Filmland Presse, München 1981, ISBN 3-88690-045-2 (ii, 132 S., 32 S. Abb.).
- Zur Textsemiotik des Titels (= Papiere des Münsteraner Arbeitskreises für Semiotik. 12). Mit einem Beitrag von Ludger Kaczmarek. MAkS Publikationen, Münster 1985, urn:nbn:de:gbv:8-publ-11636 (vi, 319 S.). Zuerst 1979, DNB 790603519; 2. Auflage. 1983. Zwei Kapitel erschienen auch überarbeitet als Aufsätze; vgl. II.5 u. II.7.
- Die Erzählung der Gewalt. Untersuchungen zu den Konventionen der Darstellung gewalttätiger Interaktion (= Studien zur Populärkultur. 1). MAkS Publikationen, Münster 1985, ISBN 3-88811-401-2 (147 S., 4 Taf.). 2. Auflage. 1990.
- Konzeptionen der psychischen Krankheit im Film. Ein Beitrag zur „strukturalen Lerngeschichte“ (= Studien zur Populärkultur. Band 2). MAkS Publikationen, Münster 1985, ISBN 3-88811-402-0 (219 S. Zugl.: Münster, Univ., Diss.). Leicht überarb. Auszüge als Darstellungsformen psychischer Krankheiten im Film. In: Medizin-Publizistik. Prämissen, Praktiken, Probleme (= Grundlagen. 1). Hrsg. von Heinz-Dietrich Fischer. Peter Lang, Frankfurt [u. a.] 1990, ISBN 3-631-40838-2, S. 271–282. Neudruck unter dem Titel Psychiatrie im Film. In: Film- und Fernsehwissenschaftliche Arbeiten. MAkS Publikationen, Münster 1995, urn:nbn:de:gbv:8-publ-12650 (219 S.).
- Mitteilen und Darstellen: Elemente einer Pragmasemiotik des Films. Narr, Tübingen 1999, urn:nbn:de:gbv:8-publ-11718 (310 S. Diese Publikation fasst Erstveröffentlichungen zusammen. Zugl.: Berlin, Freie Univ., Habil.-Schr., 1997).
- mit Nils Borstnar und Eckhard Pabst: Einführung in die Film- und Fernsehwissenschaft (= UTB. Band 2362). UVK, Konstanz 2002 (229 S.); 2., überarb. Auflage. 2008, ISBN 978-3-8252-2362-5 (250 S.).
- Thomas Koebner, Hans Jürgen Wulff (Hrsg.): Filmgenres. Thriller (= Reclams Universal-Bibliothek. Nr. 19145). Philipp Reclam jun., Stuttgart 2013, ISBN 978-3-15-019145-3.